# FIA Alternative Energies Cup 2012
La FIA Alternative Energies Cup 2012 è stata la stagione 2012 del Campionato del mondo per auto ad energia alternativa organizzato dalla Federazione Internazionale dell'Automobile. Si è svolta dal 22 marzo al 26 ottobre, e ha visto lo svolgimento di otto prove in sette Paesi.

## Calendario e vincitori
| Data              | Gara                                         | Vincitore        | 2° Class.          | 3° Class.             |
| ----------------- | -------------------------------------------- | ---------------- | ------------------ | --------------------- |
| 22 marzo 2012     | Rallye Montecarlo                            | Sylvain Blondeau | Bernard Darniche   | Massimo Liverani      |
| 1º giugno 2012    | IV Eco Rallye Vasco Navarro, Vitoria-Gasteiz | Maykel del Cid   | Iker Torrontegui   | Txema Foronda         |
| 9 giugno 2012     | 1° Ecorally della Mendola                    | Alberto Donghi   | Massimo Liverani   | Guido Guerrini        |
| 29 giugno 2012    | 1° Sestrière Ecorally                        | Massimo Liverani | Marcello Saporetti | Guido Guerrini        |
| 28 settembre 2012 | Rallye Vert Montréal                         | Vin Pham         | Guido Guerrini     | Sébastien Kroetsch    |
| 5 ottobre 2012    | Hi-Tech Ecomobility Rally, Atene             | Guido Guerrini   | Massimo Liverani   | Ioannis Kepetzis      |
| 12 ottobre 2012   | 7° Ecorally San Marino-Vaticano              | Massimo Liverani | Stefano Pezzi      | Nicola Ventura        |
| 26 ottobre 2012   | 1st Tesla Rally, Belgrado                    | Massimo Liverani | Guido Guerrini     | Fulvio Maria Ballabio |

## Classifica piloti
| Punti | Pilota |
| ----- | --- |
| 74    | Massimo Liverani |
| 64    | Guido Guerrini |
| 20    | Maykel del Cid, Vin Pham |
| 19    | Roberto Viganò |
| 17    | Vincenzo Di Bella |
| 16    | Stefano Pezzi, Iker Torrontegui                                                                                             |
| 14    | Isabelle Barciulli |
| 12    | Ioannis Kepetzis, Nicola Ventura, Txema Foronda, Sébastien Kroetsch, Fulvio Maria Ballabio                                  |
| 10    | Marija Mihailova, Bertrand Martin, Sylvain Blondeau, Nikolaos Karapanagiotis, Alberto Donghi, Roberto Uriarte               |
| 8     | Branko Nadj, Bernard Darniche, Marcello Saporetti, Javier del Cid, Frédéric Charpentier                                     |
| 6     | Georgios Chyssanthakopoulos, Alen Burgagni, Stéphane Deschamps                                                              |
| 5     | Jean-Claude Andruet |
| 4     | Jean-Paul Marcaillou, Dominic Garceau, Nenad Stojanović, Dimitrios Malathritis                                              |
| 3     | Bryan Bouffier, Roberto Valentini                                                                                           |
| 2     | Dragan Strazivuk, Jon Martínez, Fabio Gemelli, Gerard Albertengo, Constantinos Lambouras, Jonathan Routhier, Raymond Durand |
| 1     | Charlotte Berton, Eugenio Buttiero                                                                                          |

## Classifica co-piloti
| Punti | Co-pilota |
| ----- | --- |
| 62    | Emanuele Calchetti                                                                                            |
| 36    | Fulvio Ciervo                                                                                                 |
| 30    | Valeria Strada                                                                                                |
| 20    | Carlos García, Alan Ockwell                                                                                   |
| 19    | Andrea Fovana                                                                                                 |
| 18    | Alessandro Talmelli                                                                                           |
| 17    | Alberto Conte                                                                                                 |
| 16    | Valentino Muccini, Ianire Fernández                                                                           |
| 14    | Francesca Olivoni                                                                                             |
| 12    | Eric Bernier-Meunier, Michalis Dafnomilis, Leonardo Burchini, Pilar Rodas, Monica Porta, Massimiliano Sorghi  |
| 10    | Zvezdelina Belnikolova, Jean-Luc Hasler, Renato Delbara, Asier Lasa, Fotios Vrotsis, Sébastien Robert         |
| 8     | Stevo Rauš, Bertrand Gaudet, Joseph Lambert, Vincenzo Blandino, Iñaki Pradells                                |
| 6     | Antonio Burgagni, Jonathan Routhier, Dimitris Chyssanthakopoulos                                              |
| 5     | Patrick Lienne                                                                                                |
| 4     | Robert Thouin, Efichia Zacharopoulou, Jean Claude Lamorlette, Stefan Todorović                                |
| 3     | Eric Mallen, Federica Valentini                                                                               |
| 2     | Monica Eusebio, Mladen Vasilić, Daniele Pizzo, Maite Seara, Valter Filippakis, Sylvain Légaré, Christian Fine |
| 1     | Olivier Sussot, Christian Buttiero                                                                            |

## Classifica costruttori
| Punti | Costruttore               |
| ----- | ------------------------- |
| 89    | Fiat                      |
| 76    | Alfa Romeo                |
| 67    | Toyota                    |
| 40    | Lexus                     |
| 39    | Peugeot                   |
| 31    | Honda                     |
| 26    | Ford                      |
| 16    | Opel                      |
| 14    | Mercedes                  |
| 13    | Chevrolet, Citroën        |
| 10    | Dacia                     |
| 8     | General Motors, BMW, Audi |
| 6     | Porsche, Renault          |
| 4     | Zastava, Byd, Volkswagen  |
| 2     | Škoda, Subaru             |